# Calimantã

Localização de Calimantã na Indonésia

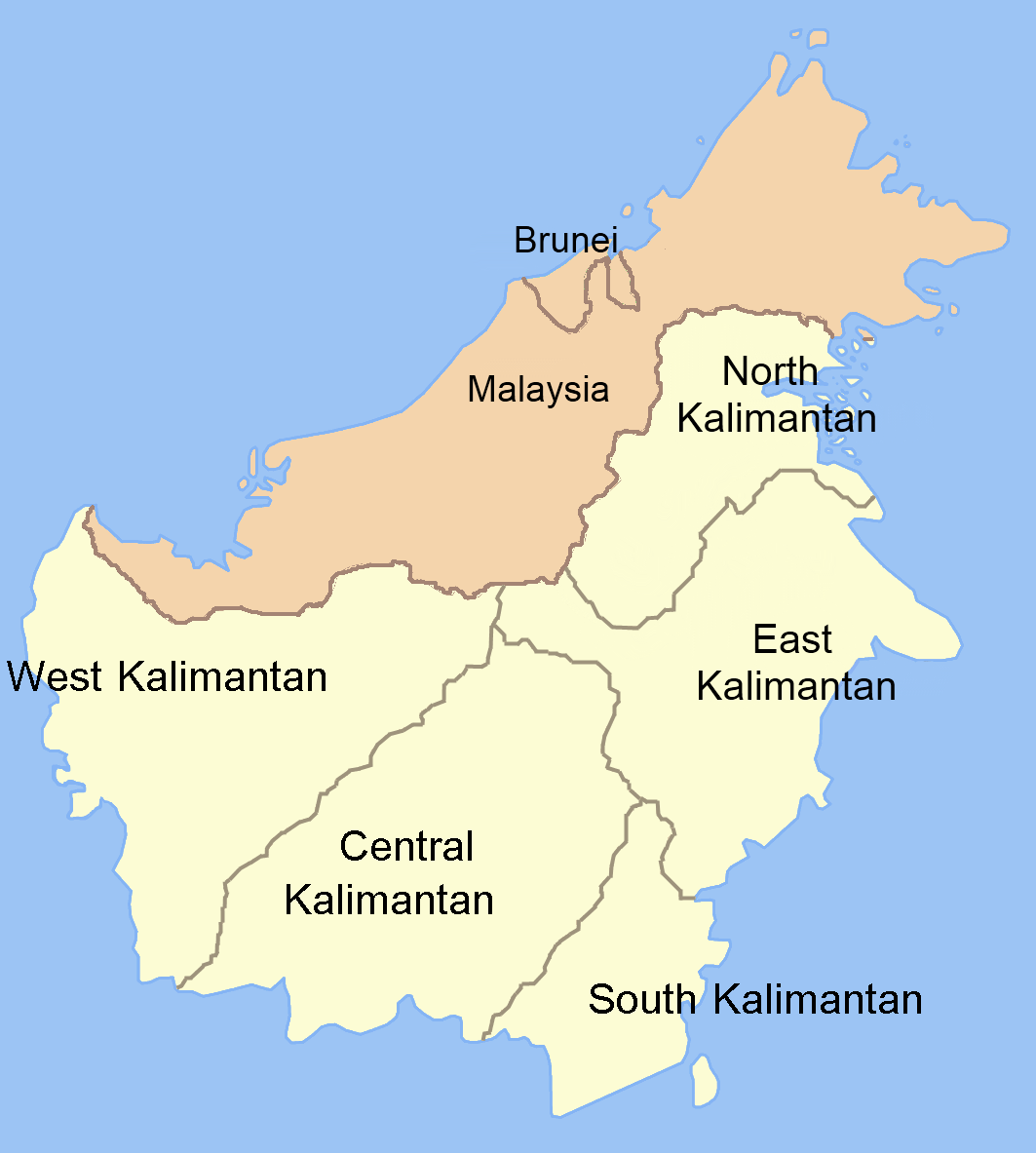
Mapa das divisões políticas de Bornéu

Calimantã (Kalimantan) é a área da ilha de Bornéu que pertence à Indonésia. O resto da ilha está dividido entre duas províncias pertencentes à Malásia e um pequeno enclave que constitui o sultanato de Brunei.

## Subdivisões
A área de Calimantã, que é a maior parte da ilha, encontra-se dividida em cinco províncias:
- Calimantã Central
- Calimantã Ocidental
- Calimantã Oriental
- Calimantã Setentrional
- Calimantã Meridional